# La Croix-Comtesse
La Croix-Comtesse là một xã trong tỉnh Charente-Maritime trong vùng Nouvelle-Aquitaine, tây nam nước Pháp. Xã La Croix-Comtesse nằm ở khu vực có độ cao từ 41-60 mét trên mực nước biển.